# Goldegg (Herrschaft)

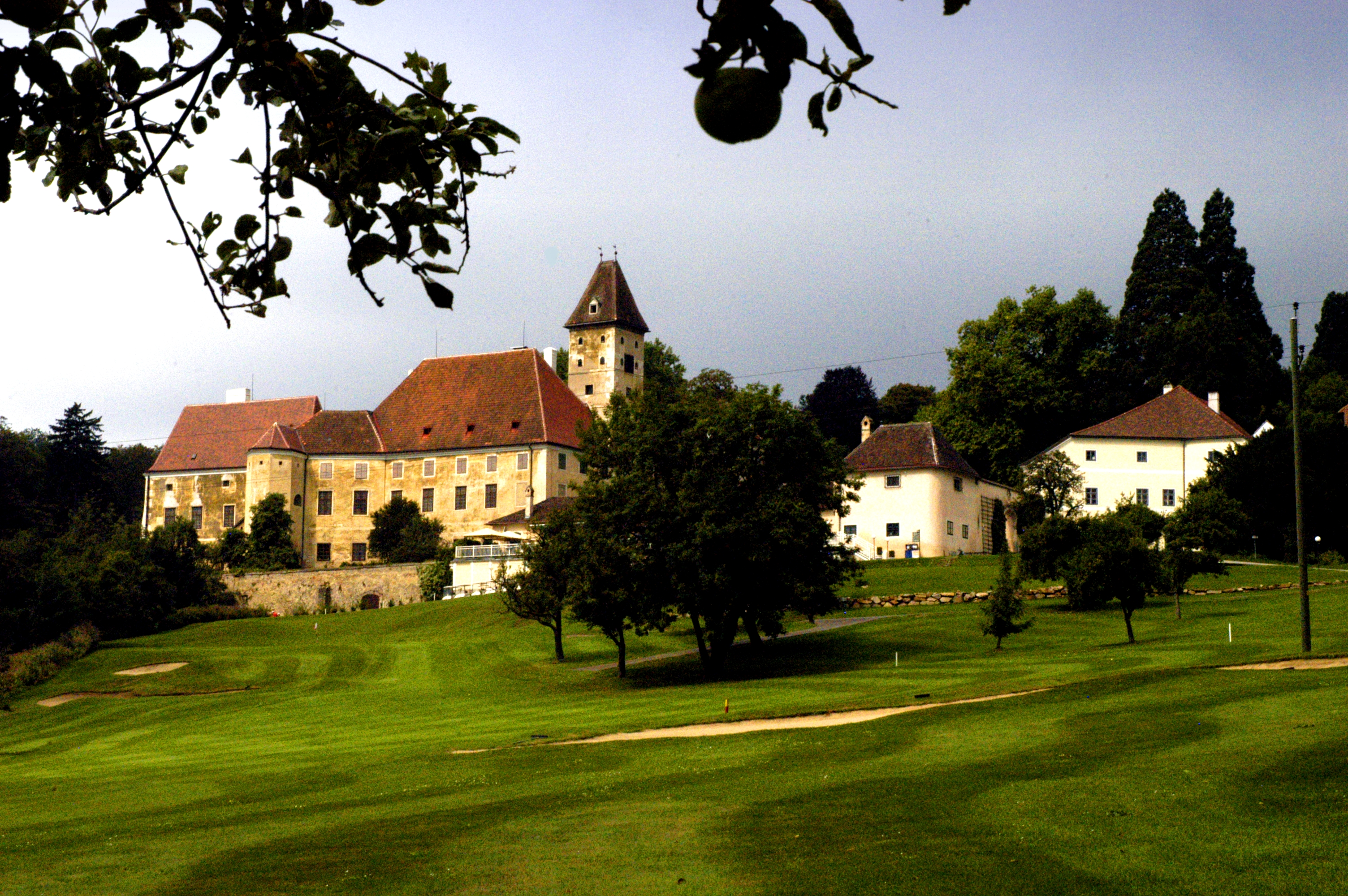
Schloss Goldegg, Sitz der Verwaltung (2011)

Die Herrschaft Goldegg war eine Grundherrschaft im Viertel ober dem Wienerwald im Erzherzogtum Österreich unter der Enns, dem heutigen Niederösterreich.

## Ausdehnung
Die Herrschaft mit den Gülten Friesing, Pilahag, Uttendorf und dem Grundbuch Lambach umfasste zuletzt die Ortsobrigkeit über Afing, Eniklberg, Garbersdorf, Goldegg, Grichenberg, Friesing, Dreihöf, Rosenthal, Gerersdorf, Grillenhöf, Hofing, Hätzersdorf, Prinzersdorf, Uttendorf, Weitendorf, Linnsberg, Türnau, Mitterau, Würmling und Ranzelsdorf. Der Sitz der Verwaltung befand sich im Schloss Goldegg.

## Geschichte
Letzter Inhaber der Fideikommissherrschaft war Vinzenz Fürst von Auersperg, als nach den Reformen 1848/1849 die Herrschaft aufgelöst wurde.